# Dark Metro
Dark Metro (japonês: ダークメトロ, Hepburn: Dāku Metoro), também publicado no Brasil pelo título Dark Metrô, é uma série de mangá sobrenatural de 2008 escrita por Tokyo Calen e Yoshiken, publicada no Brasil pela NewPOP Editora.

## Enredo
Dark Metro se passa em um metrô mal-assombrado, Seiya, o protagonista, tenta salvar as pessoas que se encontram assombradas por espíritos malignos.

## Recepção
Escrevendo para o PopCultureShock, Katherine Dacey afirmou: "Em mãos menos capazes, este material seria terrivelmente sem graça ou ridiculamente familiar, mas Tokyo Calen e Yoshiken conseguem produzir algo surpreendentemente divertido, com histórias de ritmo acelerado e layouts limpos e sem complicações, que atingem um bom equilíbrio entre atmosférico e nojento".
Nadia Oxford, da Mania Entertainment, comentou que “Dark Metro mergulha bastante no gênero de Filmes B”, com “pouca substância”, e comparou o mangá com Hell Girl.